# ماريوس هولست
ماريوس هولست (بالنرويجية: Marius Holst)‏ (و. 1965  م) هو مخرج أفلام، ومنتج أفلام، وكاتب سيناريو نرويجي، ولد في أوسلو.

## وصلات خارجية
- ماريوس هولست على موقع IMDb (الإنجليزية)
- ماريوس هولست على موقع ألو سيني (الفرنسية)
- ماريوس هولست على موقع أول موفي (الإنجليزية)
- ماريوس هولست على موقع قاعدة بيانات الأفلام السويدية (السويدية)
- ماريوس هولست على موقع قاعدة بيانات الفيلم (الإنجليزية)
- ماريوس هولست على موقع كينوبويسك (الروسية)